# Confederação Brasileira de Desportos no Gelo
La Confederação Brasileira de Desportos no Gelo ("Confederazione brasiliana degli sport del ghiaccio", CBDG) è la federazione sportiva brasiliana degli sport del ghiaccio, affiliata dal 1999 al Comitato Olimpico Brasiliano. È responsabile dello sviluppo di tutti gli sport olimpici invernali sul ghiaccio: bob, slittino, skeleton, hockey su ghiaccio, pattinaggio di velocità, pattinaggio di figura e curling.
È stata fondata dal primo presidente, ancora attualmente in carica, Eric Leme Walther Maleson, bobbista che ha anche fatto parte della prima spedizione olimpica invernale nella storia del Brasile (a Salt Lake City 2002).
La Confederação Brasileira de Desportos no Gelo ha finora preso parte a due Olimpiadi: Salt Lake City 2002 (5 atleti nel bob, 2 nello slittino) e Torino 2006 (4 atleti nel bob).
È membro della Federazione internazionale di hockey su ghiaccio quale "associate member" (ovvero, le squadre nazionali brasiliane partecipano soltanto ai campionati del mondo di hockey in-line).